# Save My Night
Save My Night is een nummer van de Nederlandse dj Armin van Buuren uit 2014. Het is de eerste single van Intense (The More Intense Edition), een heruitgave van Armins vijfde studioalbum Intense.
Het nummer werd een bescheiden hitje in Nederland. Het haalde de 24e positie in de Nederlandse Top 40. In Vlaanderen haalde het de 36e positie in de Tipparade.